# Aridefferia apache
Aridefferia apache là một loài ruồi trong họ Asilidae. Aridefferia apache được Wilcox miêu tả năm 1966. Loài này phân bố ở vùng Tân Bắc giới.